# Institut d'Estudis Polítics d'Ais de Provença
L'Institut d'Estudis Polítics d'Ais de Provença (conegut com a Sciences Po Aix) va ser fundat el 1956. És un prestigiós establiment públic francès d'ensenyament superior a la ciutat d'Ais de Provença pertanyent a la Universitat d'Ais i de Marsella. És un dels nou instituts d'estudis polítics de França, i forma part per tant de les grans escoles. El seu director és el professor de dret públic Rostane Mehdi des de 2015.

## Història
L'institut va ser creat pel Decret del 27 de març de 1956 amb el nom d'Institut d'Estudis Polítics de la Universitat d'Ais i de Marsella. El seu primer director va ser Paul de Geouffre de La Pradelle. L'escola va canviar el seu nom el 1969.
El seu estatut jurídic actual és fixat per un decret de l'any 1989.

## Admissió
L'admissió es basa en un concurs, directament després del batxillerat francès, o d'un, dos o tres anys d'ensenyament superior. Des de 2004 fins a 2007 es va unir amb els dos altres IEP de Grenoble i Lió per proposar un concurs de admission comú. Des de 2008 s'han afegit els IEP de Rennes, Tolosa, Lilla i Estrasburg. Per aproximadament un miler integrats participen uns 10.000 candidats cada any.